# Manuel Senni
Manuel Senni (Cesena, 11 maart 1992) is een voormalig Italiaans wielrenner.

## Carrière
Het seizoen 2017 begon Senni in de Ronde van Valencia. In de openingsploegentijdrit wisten hij en zijn ploeggenoten de snelste tijd neer te zetten, waarbij Senni als eerste over de streep kwam. Hierdoor mocht hij de volgende dag in de leiderstrui starten. Die leiderstrui raakte hij een dag later kwijt aan zijn ploeggenoot Greg Van Avermaet. Later dat jaar werd hij onder meer derde in de Ronde van de Apennijnen en eindigde hij bovenaan het eindklassement van de Colorado Classic.

## Overwinningen
2010
3e etappe Ronde van Basilicata
2014
1e en 2e etappe Ronde van de Aostavallei
Puntenklassement Ronde van de Aostavallei
2017
1e etappe Ronde van Valencia (ploegentijdrit)
Jongerenklassement Ronde van Valencia
Eindklassement Colorado Classic
2018
Bergklassement Ronde van Poitou-Charentes in Nouvelle-Aquitaine

## Resultaten in voornaamste wedstrijden
| Jaar | Ronde van Italië | Ronde van Frankrijk | Ronde van Spanje |
| ---- | ---------------- | ------------------- | ---------------- |
| 2015 |                  |                     |                  |
| 2016 | 76e              |                     |                  |
| 2017 | 79e              |                     |                  |
| 2018 | opgave           |                     |                  |
| 2019 | 59e              |                     |                  |
| 2020 |                  |                     |                  |

| Jaar | Ronde van Lombardije |  | Wereldranglijsten |
| ---- | -------------------- |  | ----------------- |
| 2015 | 92e                  |  |                   |
| 2016 |                      |  |                   |
| 2017 | opgave               |  | 401e (UWT)        |
| 2018 | 55e                  |  |                   |
| 2019 |                      |  |                   |
| 2020 | buit.tijd            |  |                   |

## Ploegen
- 2015 –  BMC Racing Team
- 2016 –  BMC Racing Team
- 2017 –  BMC Racing Team
- 2018 –  Bardiani CSF
- 2019 –  Bardiani CSF
- 2020 –  Bardiani-CSF-Faizanè
- 2021 –  Amore & Vita-Prodir

Atapuma · Bookwalter · Burghardt · Caruso · De Marchi · Dennis · Dillier · Drucker · Evans · Flakemore · Gilbert · Hermans · Küng · Lodewyck · Moinard · Oss · Phinney · Quinziato · Rosskopf · Sánchez · Schär · Senni · Stetina · Teuns · Van Avermaet · Van Garderen · Velits · Vliegen · Wyss · Zabel · Bohli (stagiair) · Frankiny (stagiair) · Gerts (stagiair)
Atapuma · Bohli · Bookwalter · Burghardt · Caruso · De Marchi · Dennis · Dillier · Drucker · Gerts · Gilbert · Hermans · Küng · Moinard · Oss · Phinney · Porte · Quinziato · Rosskopf · Sánchez · Schär · Senni · Teuns · Van Avermaet  · Van Garderen · Velits · Vliegen · Wyss · Zabel · Eisenhart (stagiair) · Lienhard (stagiair)
Bohli · Bookwalter · Caruso · De Marchi · Dennis · Dillier · Drucker · Elmiger · Frankiny · Gerts · Hermans · Küng · Moinard · Oss · Porte · Quinziato · Roche · Rosskopf · Sánchez · Schär · Scotson · Senni · Teuns · Van Avermaet  · van Garderen · Van Hooydonck · Ventoso · Vliegen · Wyss · Müller (stagiair) · Welten (stagiair)
Albanese · Andreetta · Barbin · Bresciani · Carboni · Ciccone · Guardini · Maestri · Maronese · Orsini · Rota · Savini · Senni · Simion · Sterbini · Tonelli · Wackermann
Albanese · Barbin · Bresciani · Carboni · Covili · Guardini · Maestri · Maronese · Orsini · Pessot · Romano · Rota · Savini · Senni · Simion · Tonelli · Wackermann